# 레아 마사리
레아 마사리(Lea Massari, 1933년 6월 30일 ~ 2025년 6월 23일)는 이탈리아의 배우, 가수이다.

## 출연 작품
- 사랑의 여행 (1990)
- 제7의 표적 (1983)
- 그리스도는 에볼리에서 멈추었다 (1979)
- 안나의 랑데부 (1978)
- 공포의 도시 (1975)
- 더 우먼 인 블루 (1973)
- 알롱상팡 (1973)
- 스토리 오브 러브 스토리 (1973)
- 검은 금요일 (1972)
- 들판을 달리는 산토끼 (1972)
- 마음의 속삭임 (1971)
- 즐거운 인생 (1969)
- 불멸의 건맨 (1968)
- 위민 앳 워 (1965)
- 산적을 위한 탄식 (1964)
- 나폴리에서의 4일 (1962)
- 콘쿼드 시티 (1962)
- 디피컬트 라이프 (1961)
- 오드의 투기장 (1961)
- 정사 (1960)
- 부활 (1958)